# Graham Coxon

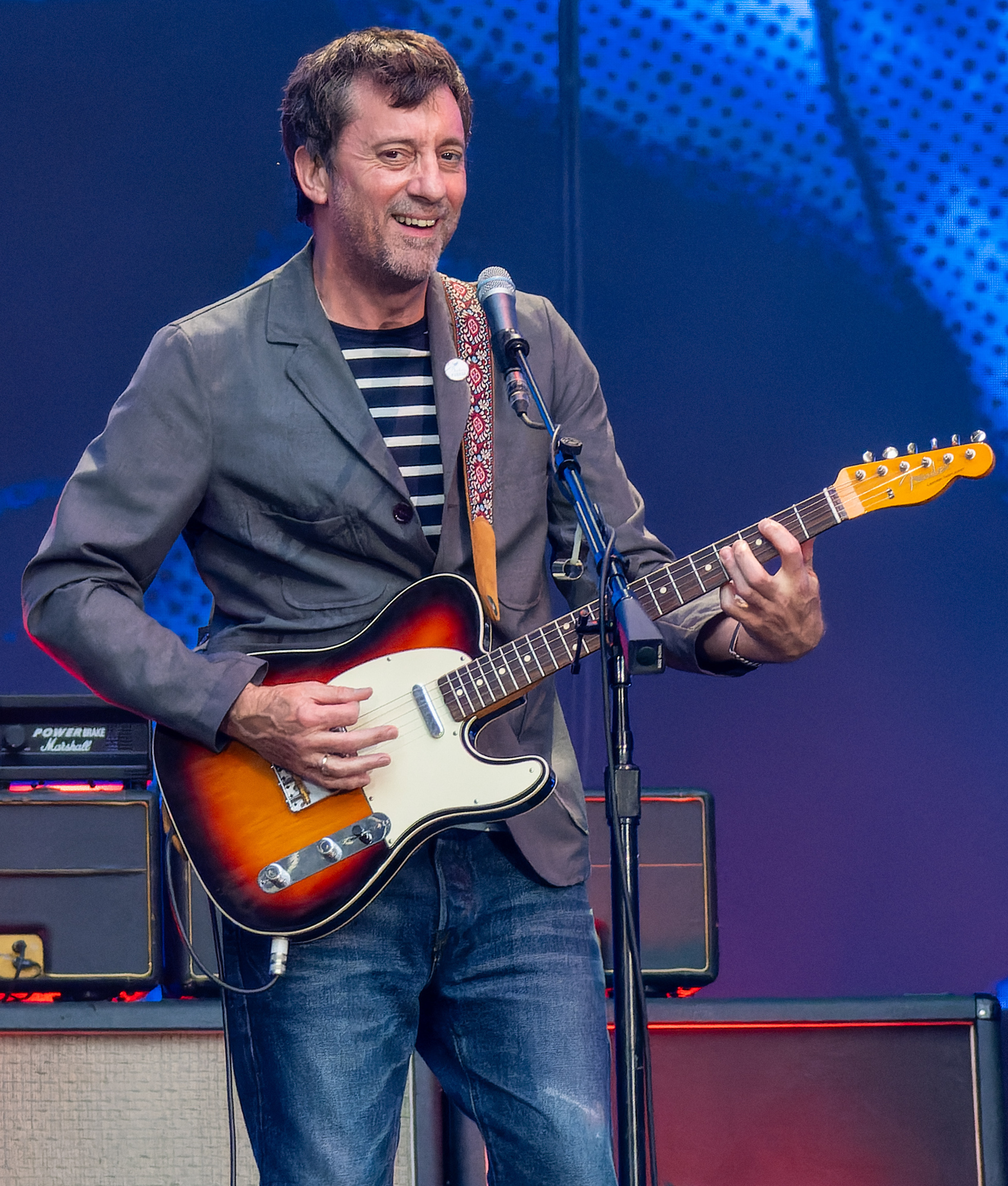
Graham Coxon bei einem Konzert mit Blur (2023)

Graham Leslie Coxon (* 12. März 1969 in Rinteln, Deutschland) ist Leadgitarrist und Mitbegründer der britischen Band Blur sowie Solomusiker und Maler.

## Leben
Der Sohn des Armeemusikers Bob Coxon und seiner Frau Pauline kam im Militärkrankenhaus Rinteln zur Welt. Sein Vater war im Worcester And Sherwood Foresters Regiment der Britisch Armee in Deutschland Stationiert. Die Familie wohnte zeitweise in Berlin-Spandau, in der Nähe des dortigen Kriegsverbrechergefängnisses, sowie in Münster. Er hat noch eine Schwester, Hayley. Im Alter von fünf Jahren zog er mit seiner Familie nach Derbyshire zu seinem Großvater, bevor es drei Jahre später nach Colchester ging. Der junge Coxon wurde musikalisch von seinem Elternhaus geprägt: Beethoven, The Beatles – vor allem Rubber Soul – und das Klarinettenspiel seines Vaters.
Im Alter von zwölf Jahren erlernte er als Autodidakt Saxophon und Gitarre und spielte Schlagzeug. Inspiriert wurde er dazu durch 2-tone-Musik und die Band The Jam. Zu dieser Zeit besuchte er die Stanway Comprehensive School, wo er auch auf Damon Albarn traf, mit dem er später Blur gründete. In der Band war er das jüngste Bandmitglied.
Am 7. März 2000 brachte Coxons damalige Freundin, die Schwedin Anna Norlander, die gemeinsame Tochter Pepper Bäck Troy zur Welt. Das Paar trennte sich Mitte 2001. Im Herbst desselben Jahres begab sich Coxon aufgrund von Alkoholismus in Behandlung; ein Rückfall trug 2002 dazu bei, dass er während der Aufnahmen zum Album Think Tank Blur aus der Band geworfen wurde. Coxon lebt derzeit abwechselnd in London und einem Haus in Kent. Ende 2008 kehrte er zu Blur zurück.

## Karriere

### Blur
Er prägte den eigenwilligen Sound der ersten sechs Studioalben und war erstmals 1997 auch als Sänger von You’re So Great vom Album Blur tätig. Sein bisher populärster Beitrag bei Blur war Coffee and TV auf dem 1999 erschienenen Album 13. 2002 hatte er sich mit der Band zerstritten und sie schließlich verlassen. Gerüchte von einem Comeback häuften sich seit 2005, wurden aber bis zu einem Interview mit Bassist Alex James im Januar 2007 stets dementiert. In diesem Interview sagte James, dass die Chancen für eine Reunion relativ gut stünden, auch wenn bisher noch keine Zusagen vorhanden seien. Im Juli 2009 gab die wiedervereinigte Band dann tatsächlich zwei umjubelte Konzerte im Londoner Hyde Park – mit Coxon.

### Solo

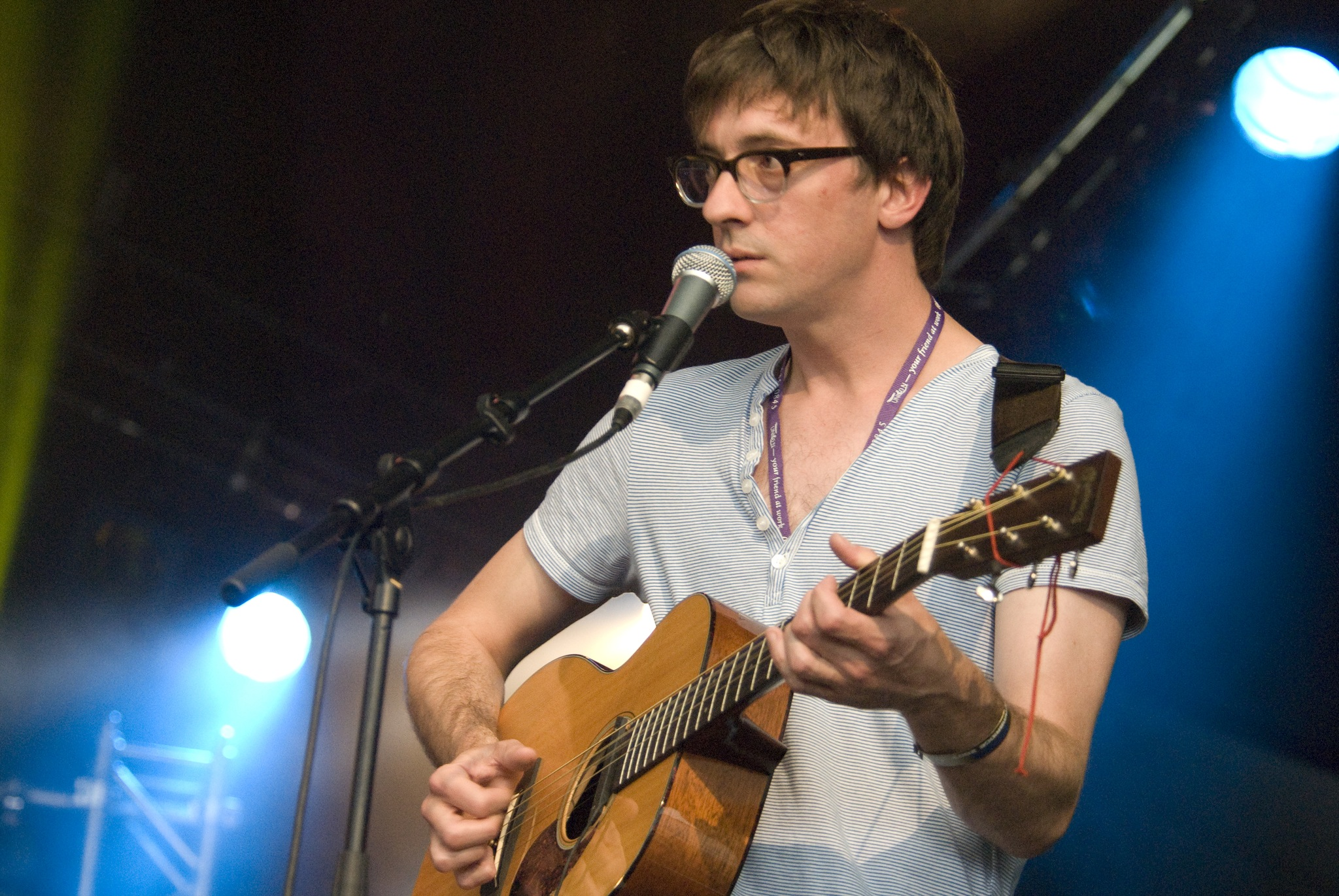
Graham Coxon (2001)

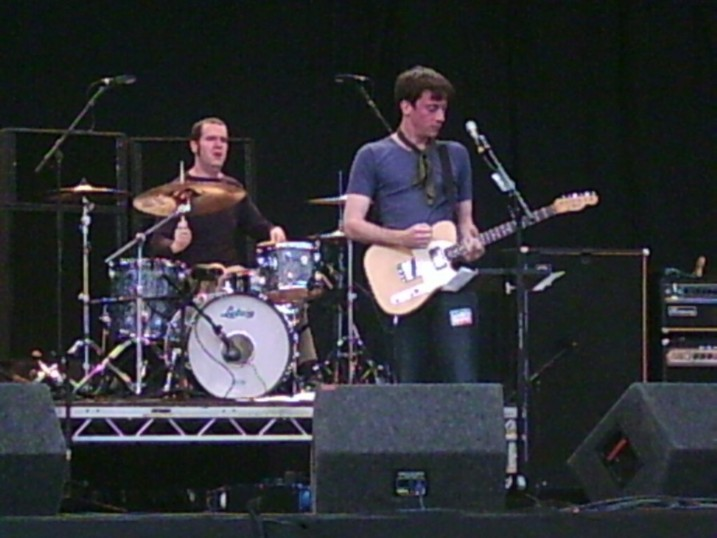
Graham Coxon (im blauen T-Shirt) im Jahr 2005

Coxon hatte schon als Mitglied bei Blur drei Soloalben veröffentlicht. Sein erstes Album The Sky Is Too High wurde 1998 unter seinem eigenen Label Transcopic veröffentlicht, das er im selben Jahr mit Jamie Davis gegründet hatte. Diesem Album folgten The Golden D (1999) mit Coverversionen der Mission-of-Burma-Klassiker Fame And Fortune und That’s When I Reach For My Revolver, sowie 2001 das nachdenkliche Album Crow Sit On Blood Tree. 2002 veröffentlichte er die LP The Kiss Of Morning. Auf ihr findet sich die Single Escape Song. Stephen Street produzierte die beiden nachfolgenden Alben Happiness In Magazines und Love Travels at Illegal Speeds. 2006 veröffentlichte Coxon zusammen mit der Punkband Sham 69 eine Neuaufnahme ihres Songs Hurry Up Harry mit dem Titel Hurry Up England - The People's Anthem. Das Lied erreichte Platz 10 der UK-Charts. Im Juli 2007 kooperierte er mit Paul Weller für dessen Single This Old Town, die Platz 39 der britischen Charts erreichte. 2009 wirkte er als Gitarrist auf Peter Dohertys Debütalbum Grace/Wastelands mit. Im selben Jahr folgte das wieder mehr vom Folk und Akustikgitarren dominierte Konzeptalbum The Spinning Top, während auf dem 2012 erschienenen A+E Coxons Vorliebe für Independent- und Noise-Rock heraustritt.
Im Jahr 2017 war er für den Soundtrack der achtteiligen Serie The End of the F***ing World verantwortlich. Er steuerte 2019 außerdem die Musik für den Spielfilm Fighting with My Family bei. Im Jahr 2020 nahm Coxon gemeinsam mit der Jugendlichen Tatyana Richaud ein Soundtrack-Album für die Netflix-Eigenproduktion I Am Not Okay With This auf. Auf dem Soundtrack werden die Lieder als Stücke von Bloodswitch aufgeführt, der fiktiven Lieblings-Gruppe der beiden Hauptfiguren. Seit 2017 ist Coxon neben Miles Kane, Matthew Bellamy und anderen Mitglied der Supergroup The Jaded Hearts Club. Sie veröffentlichte 2020 mit You've Always Been Here ein Album mit Coversongs. Coxon wirkte außerdem als Gitarrist und Coproduzent an dem im Oktober 2021 erschienenen Album Future Past von Duran Duran mit.

### Bildender Künstler
Graham Coxon studierte am Goldsmiths College in London mit Zeitgenossen wie Sam Taylor-Wood, Damien Hirst, Michael Landy und Abigail Lane. Zu seinen Werken gehören die CD-Cover seiner Soloalben sowie das Album- und die Single-Covers zu 13 von Blur. Ende Oktober 2004 waren auf einer Kunstausstellung in London auch privatere Werke ausgestellt.
2005 gestaltete er das Cover für das Album The Girl Who Couldn't Fly der britischen Folkmusikern Kate Rusby. Im September 2021 gab Coxon ein Graphic Novel mit dem Titel Superstate heraus, zu dem auch ein von ihm eingespielter Soundtrack gehört.

## Equipment
Das wohl populärste von Graham Coxon gespielte Gitarrenmodell ist die Fender Telecaster, die er in verschiedenen Ausführungen auf zahlreichen Blur- und Soloaufnahmen verwendete. 2011 brachte Fender ein Signaturemodell unter mit dem Namen Fender Graham Coxon Telecaster heraus.
Des Weiteren verwendete Coxon vor allem in der Frühphase von Blur eine Gibson Les Paul sowie im weiteren Verlauf seiner Karriere eine Gibson SG, eine Burns Sonic, eine Rickenbacker 330, eine Fender Jaguar, Fender Jazzmaster und Fender Musicmaster und eine Gibson ES-335.
An akustischen Gitarren spielte er u. a. eine Gibson J-160E und eine Martin OM-28.

## Diskografie

### Studioalben
| Jahr | Titel                          | Höchstplatzierung, Gesamtwochen, AuszeichnungChartsChartplatzierungen (Jahr, Titel, Platzierungen, Wochen, Auszeichnungen, Anmerkungen) | Anmerkungen                            |
| Jahr | Titel                          | UK | Anmerkungen                            |
| ---- | ------------------------------ | --- | -------------------------------------- |
| 1998 | The Sky Is Too High            | UK31 (2 Wo.)UK | Erstveröffentlichung: 10. August 1998  |
| 2000 | The Golden D                   | UK81 (1 Wo.)UK | Erstveröffentlichung: 12. Juni 2000    |
| 2001 | Crow Sit on Blood Tree         | — | Erstveröffentlichung: 6. August 2001   |
| 2002 | The Kiss of Morning            | — | Erstveröffentlichung: 21. Oktober 2002 |
| 2004 | Happiness In Magazines         | UK19 Gold · (3 Wo.)UK | Erstveröffentlichung: 17. Mai 2004     |
| 2006 | Love Travels At Illegal Speeds | UK24 (3 Wo.)UK | Erstveröffentlichung: 13. März 2006    |
| 2009 | The Spinning Top               | UK36 (1 Wo.)UK | Erstveröffentlichung: 11. Mai 2009     |
| 2012 | A+E                            | UK39 (1 Wo.)UK | Erstveröffentlichung: 2. April 2012    |

### Livealben
- 2006: Burnt to Bitz: At the Astoria (Erstveröffentlichung: 25. Oktober 2006)

### Videoalben
- 2005: Live at the Zodiac (Erstveröffentlichung: 28. März 2005)

### EPs
- 2005: Live at the Zodiac (Erstveröffentlichung: 28. März 2005)

### Singles
| Jahr | Titel Album                                                       | Höchstplatzierung, Gesamtwochen, AuszeichnungChartsChartplatzierungen (Jahr, Titel, Album, Platzierungen, Wochen, Auszeichnungen, Anmerkungen) | Anmerkungen                                        |
| Jahr | Titel Album                                                       | UK | Anmerkungen                                        |
| ---- | ----------------------------------------------------------------- | --- | -------------------------------------------------- |
| 2001 | Thank God For The Rain / You Will Never Be Crow Sit on Blood Tree | UK92 (1 Wo.)UK | Erstveröffentlichung: 30. Juli 2001                |
| 2002 | Escape Song / Mountain of Regret The Kiss of Morning              | UK96 (1 Wo.)UK | Erstveröffentlichung: 14. Oktober 2002             |
| 2004 | Freakin’ Out Happiness in Magazines                               | UK37 (2 Wo.)UK | Erstveröffentlichung: 8. März 2004                 |
| 2004 | Bittersweet Bundle Of Misery Happiness in Magazines               | UK22 (3 Wo.)UK | Erstveröffentlichung: 17. Mai 2004                 |
| 2004 | Spectacular Happiness in Magazines                                | UK32 (3 Wo.)UK | Erstveröffentlichung: 26. Juli 2004                |
| 2004 | Freakin’ Out / All Over Me Happiness in Magazines                 | UK19 (3 Wo.)UK | Erstveröffentlichung: 25. Oktober 2004             |
| 2006 | Standing On My Own Again Love Travels at Illegal Speeds           | UK20 (4 Wo.)UK | Erstveröffentlichung: 27. Februar 2006             |
| 2006 | You & I Love Travels at Illegal Speeds                            | UK39 (2 Wo.)UK | Erstveröffentlichung: 8. Mai 2006                  |
| 2007 | This Old Town                                                     | UK39 (2 Wo.)UK | Erstveröffentlichung: 2. Juli 2007 mit Paul Weller |

Weitere Singles
- 2000: Oochy Woochy
- 2006: I Can’t Look at Your Skin / What’s He Got?
- 2006: What Ya Gonna Do Now? / Bloody Annoying
- 2009: In the Morning
- 2009: Sorrow’s Army
- 2009: Dead Bees / Brave the Storm
- 2011: Desire (mit Paloma Faith & Bill Ryder-Jones)
- 2012: What’ll It Take
- 2012: Ooh, Yeh Yeh / Seven Naked Valleys
- 2012: Advice
- 2017: Falling

### Gastbeiträge
- 2020: What You Gonna Do??? (BΔSTILLE feat. Graham Coxon)